# 傑佛瑞站熊
傑佛瑞站熊（英語：Geoffrey Standing Bear）是奧塞奇族的酋長，部落總部位於奧塞奇丘的波哈斯卡。其執行支派是由酋長領導，接著是副酋長。現任的酋長是傑佛瑞站熊，而Raymond Red Corn是副酋長，兩人都在2014年7月2日宣誓就職。

## 早年與教育
他是土生土長的奧克拉荷馬州人，入讀過奧克拉荷馬州塔爾薩的凱利天主教高中和塔爾薩大學法學院。